# Hendrik van Boxtel
Hendrik van Boxtel was heer van Boxtel van 1334-1337, kanunnik te Oldenzaal, kanunnik van de Sint-Gereonkerk te Keulen en de Sint-Servaaskerk te Maastricht. Later trad hij uit en werd heer van Gansoyen.
Hij was de zoon van Willem II van Boxtel en Maria van Diest en volgde zijn vader op.
Veel is niet over hem bekend. Hij zou een zoon Willem hebben gehad die heer van Oijen was.
Kort na 1337 zou hij zijn gestorven. De heerlijkheid Boxtel ging in 1337 over op zijn broer, Willem III van Boxtel.